# 巴拉馬打 (澳大利亞國會選區)
巴拉馬打選區（英語：Division of Parramatta），是位於澳大利亞新南威爾士州的聯邦下議院選區，位於該州巴拉馬打，選區亦因而得名。面積56平方公里。
選區始於1901年，是原始的七十五個國會選區之一。自1977年以來多數由工黨控制，而之前多數由自由黨控制。2004年起當區議員是工黨的茱莉·歐文斯。